# كأس الكؤوس الإفريقية 1985
كأس الكؤوس الأفريقية 1985 هو الموسم 11 من كأس الكؤوس الأفريقية. أشرف على تنظيمه الاتحاد الأفريقي لكرة القدم، وكان عدد الأندية المشاركة فيه 35، وفاز فيه الأهلي.